# Valkyrjen (1896)
Valkyrjen byl první torpédoborec norského královského námořnictva. Ve službě byl v letech 1896–1922.

## Stavba
Stavba torpédoborce byla objednána u německé loděnice F. Schichau GmbH v Elblągu. Financována byla z prostředků shromážděných ženskými vlasteneckými organizacemi, k čemuž odkazovalo i její jméno Valkýra. Kýl plavidla byl založen roku 1895. V následujícím roce byl torpédoborec spuštěn na vodu i zařazen do služby.

## Konstrukce
Hlavňovou výzbroj představovaly dva 76mm kanóny Amrstrong a čtyři 37mm kanóny Hotchkiss. Dále plavidlo neslo dva jednohlavňové 450mm torpédomety. Pohonný systém tvořily dva kotle Thornycroft a dva trojčinné parní stroje o výkonu 3 300 hp, pohánějící dva lodní šrouby. Nejvyšší rychlost dosahovala 23 uzlů. Dosah byl 3 800 námořních mi při rychlosti deset uzlů.